# Pyry Kärkkäinen
Pyry Kärkkäinen (Kiuruvesi, 10 de novembro de 1986) é um futebolista finlandês que já atuou no KuPS, FC Lahti, HJK, e na Seleção Finlandesa de Futebol sub-21.